# 井手町立多賀小学校
井手町立多賀小学校（いでちょうりつ たがしょうがっこう）は、京都府綴喜郡井手町多賀内垣内にある公立小学校。

## 沿革
- 1873年6月 - 多賀字新造及び西北組の西方寺（安楽寺に合併）を仮校として開設
- 1910年4月 - 多賀尋常小学校、現在地に移転
- 1941年4月 - 国民学校令施行により、綴喜郡多賀国民学校と改称
- 1947年4月 - 学制改革により綴喜郡多賀村立多賀小学校と改称
- 1958年4月 - 町村合併により井手町立多賀小学校と改称
- 1967年4月 - 学校給食センター方式で開始
- 1972年11月 - 多賀小学校創立百周年
- 1992年4月 - 平成4･5年度府教委指定道徳教育実践推進校
- 1993年4月 - 社会福祉協力校の指定を受ける
- 1993年11月 - 道徳教育実践推進校　道徳教育研究発表会
- 1994年1月 - 京都府「さわやか賞」受賞
- 1997年1月 - 府学校給食努力校表彰
- 1998年5月 - 多賀小学校緑の少年団発足　愛鳥モデル校指定（3年間）
- 1999年4月 - 平成11･12年度府教委指定教育実践パイロット校｢道徳｣
- 2000年11月 - 京都府教育委員会指定教育実践パイロット校｢道徳｣研究発表会
- 2001年5月 - 愛鳥モデル校指定（3年間）
- 2004年4月 - 平成16・17年度文部科学省学力向上支援事業指定。愛鳥モデル校指定更新（3年間）
- 2004年6月 - 「平成16年度　人権の花運動」実施協力校
- 2004年12月 - 「算数ルーム」を設ける
- 2006年4月 - ジョイント・アップ研究開発研究推進校。特別支援教育充実事業（1年目）
- 2006年7月 - 給食配膳棟耐震補強工事及び外壁塗装
- 2007年2月 - 綴喜地方学校給食研究協議会研究発表会
- 2007年4月 - ジョイント・アップ研究開発研究推進校に指定される。特別支援教育充実事業（2年目）
- 2007年11月 - 京都府教育委員会指定｢ジョイント・アップ研究開発｣研究発表会
- 2007年5月 - 愛鳥モデル校指定更新（3年間）
- 2007年10月 - みんなで読もう1000万冊読書キャンペーンKBS京都賞受賞
- 2007年11月 - 「ジョイント・アップ研究開発」研究推進校研究発表会開催
- 2008年4月 - 特別支援学級「いぶき」新設
- 2008年10月 - 「平成20年度　人権の花運動」実施協力校
- 2009年2月 - 「人権の花運動」感謝状贈呈式

## 交通アクセス
- 西日本旅客鉄道（JR西日本）奈良線 山城多賀駅から東へ徒歩。

## 主な進学先
- 井手町立泉ヶ丘中学校

## 通学区域が隣接している学校
- 井手町立井手小学校
- 京田辺市立草内小学校
- 城陽市立青谷小学校
- 宇治田原町立田原小学校
- 相楽東部広域連合立和束小学校